# Niederwennerscheid
Niederwennerscheid ist ein Dorf in der Gemeinde Neunkirchen-Seelscheid im nordrhein-westfälischen Rhein-Sieg-Kreis. Im Juni 2005 hatte die Ortschaft 506 Einwohner in 255 Haushalten.

## Geographische Lage
Niederwennerscheid liegt im Bergischen Land auf der Nord-Süd-Achse genau zwischen den Hauptorten von Neunkirchen-Seelscheid: Neunkirchen (Süden) und Seelscheid (Norden). Es befindet sich im Naturpark Bergisches Land auf dem Höhenzug Wennerscheid, der von den Läufen des Wahnbachs im Nordwesten und Wendbachs im Süden begrenzt wird. Der nordöstliche Nachbarort ist Oberwennerscheid.